# Reetta Hurske
Reetta Sofi Kaarina Hurske (ur. 15 maja 1995 w Ikaalinen) – fińska lekkoatletka, płotkarka, złota medalistka halowych mistrzostw Europy w 2023.
Zajęła 4. miejsce w biegu na 60 metrów przez płotki na halowych mistrzostwach Europy w 2019 w Glasgow. Zdobyła srebrny medal w biegu na 100 metrów przez płotki na uniwersjadzie w 2019 w Neapolu. Odpadła w eliminacjach tej konkurencji na igrzyskach olimpijskich w 2020 w Tokio.
Zwyciężyła w biegu na 60 metrów przez płotki na halowych mistrzostwach Europy w 2023 w Stambule, wyprzedzając obrończynie tytułu Nadine Visser z Holandii i Ditaji Kambundji ze Szwajcarii.
Była mistrzynią Finlandii w biegu na 100 metrów przez płotki w 2019. W hali była mistrzynią swego kraju w sztafecie 4 × 200 metrów w 2013 i 2018 oraz w biegu na 60 metrów przez płotki w 2023.
Jest aktualną (lipiec 2024) halową rekordzistką Finlandii w biegu na 60 metrów przez płotki z wynikiem 7,79 s, uzyskanym 22 lutego 2023 w Madrycie oraz 5 marca 2023 w Stambule.

## Osiągnięcia
| Rok  | Impreza                                 | Miejsce    | Konkurencja                | Pozycja      | Wynik   |
| ---- | --------------------------------------- | ---------- | -------------------------- | ------------ | ------- |
| 2011 | Olimpijski festiwal młodzieży Europy    | Trabzon    | bieg na 100 m przez płotki | 7. miejsce   | 13,85   |
| 2011 | Olimpijski festiwal młodzieży Europy    | Trabzon    | sztafeta 4 × 100 m         | eliminacje   | 47,78   |
| 2013 | Mistrzostwa Europy juniorów             | Rieti      | bieg na 100 m przez płotki | 5. miejsce   | 13,53   |
| 2013 | Mistrzostwa Europy juniorów             | Rieti      | sztafeta 4 × 100 m         | 7. miejsce   | 47,18   |
| 2013 | Mistrzostwa Europy juniorów             | Rieti      | skok w dal                 | kwalifikacje | 5,88    |
| 2014 | Mistrzostwa świata juniorów             | Eugene     | bieg na 100 m przez płotki | 7. miejsce   | 13,69   |
| 2015 | Młodzieżowe mistrzostwa Europy          | Tallinn    | bieg na 100 m przez płotki | półfinał     | 13,66   |
| 2016 | Mistrzostwa Europy                      | Amsterdam  | bieg na 100 m przez płotki | półfinał     | 13,40   |
| 2017 | Halowe mistrzostwa Europy               | Belgrad    | bieg na 60 m przez płotki  | eliminacje   | DQ      |
| 2017 | Młodzieżowe mistrzostwa Europy          | Bydgoszcz  | bieg na 100 m przez płotki | 5. miejsce   | 13,32 w |
| 2017 | Uniwersjada                             | Tajpej     | bieg na 100 m przez płotki | półfinał     | 13,67   |
| 2018 | Halowe mistrzostwa świata               | Birmingham | bieg na 60 m przez płotki  | półfinał     | 8,20    |
| 2018 | Mistrzostwa Europy                      | Berlin     | bieg na 100 m przez płotki | półfinał     | 13,20   |
| 2019 | Halowe mistrzostwa Europy               | Glasgow    | bieg na 60 m przez płotki  | 4. miejsce   | 8,02    |
| 2019 | Uniwersjada                             | Neapol     | bieg na 100 m przez płotki | 2. miejsce   | 13,67   |
| 2019 | Mistrzostwa świata                      | Doha       | bieg na 100 m przez płotki | półfinał     | 13,24   |
| 2021 | Igrzyska olimpijskie                    | Tokio      | bieg na 100 m przez płotki | eliminacje   | 13,10   |
| 2022 | Mistrzostwa świata                      | Eugene     | bieg na 100 m przez płotki | półfinał     | 13,15   |
| 2022 | Mistrzostwa Europy                      | Monachium  | bieg na 100 m przez płotki | półfinał     | 12,95   |
| 2023 | Halowe mistrzostwa Europy               | Stambuł    | bieg na 60 m przez płotki  | 1. miejsce   | 7,79    |
| 2023 | I dywizja drużynowych mistrzostw Europy | Chorzów    | bieg na 100 m przez płotki | 4. miejsce   | 13,09   |
| 2023 | Mistrzostwa świata                      | Budapeszt  | bieg na 100 m przez płotki | półfinał     | 13,05   |
| 2024 | Halowe mistrzostwa świata               | Glasgow    | bieg na 60 m przez płotki  | półfinał     | 8,00    |
| 2024 | Mistrzostwa Europy                      | Rzym       | bieg na 100 m przez płotki | 6. miejsce   | 12,84   |
| 2024 | Igrzyska olimpijskie                    | Paryż      | bieg na 100 m przez płotki | repasaże     | 12,83   |
| 2025 | Halowe mistrzostwa Europy               | Apeldoorn  | bieg na 60 m przez płotki  | 5. miejsce   | 8,00    |

## Rekordy życiowe
- bieg na 100 metrów przez płotki – 12,68 (22 czerwca 2024, Kuortane)
- bieg na 60 metrów przez płotki (hala) – 7,79 (22 lutego 2023, Madryt oraz 5 marca 2023, Stambuł)